# Poroškovo
Poroškovo (ukrajinsky Порошково, maďarsky Poroskő) je obec v okrese Užhorod, v Zakarpatské oblasti na Ukrajině. V obci je centrum vesnické rady, která zahrnuje vsi Majurky a Mokrá. Obec je součástí Turie-Remetské územní komunity (hromady). 

## Historie
Obec byla poprvé písemně zmíněna v letech 1357 a 1381. V 15. až 17. století byla obec majetkem Drugethů. Před Trianonskou mírovou smlouvou byla obec součástí Uherska. Za první československé republiky zde bylo obecní notářství, četnická stanice, poštovní úřad. V březnu 1939 bylo Poroškovo obsazeno maďarskými vojsky. Asi 100 mladých lidí uprchlo do Sověty okupované části Polska, 87 z nich se vrátilo jako vojáci 1. československého armádního sboru.
Dne 25. října 1944 vstoupila do Poroškova 24. samarsko-uljanovská střelecká divize Rudé armády a začalo sovětsko-ukrajinské období jeho historie.
V roce 1962 zde byla otevřena nová velká střední škola se 750 studenty.

## Osobnosti
- Vasil Kiš (1920–1986), velitelem paravýsadku Jan Kozina
- Augustin Omeljanovyč Štefan (1893–1986), předseda Sněmu Karpatské Ukrajiny

## Obyvatelstvo
Při sčítání lidu na Ukrajině (v roce 2001) žilo v Poroškově 3 786 obyvatel. Z toho bylo 92,93 % Ukrajinců a 5,65 % Rumunů.
V roce 2025 žilo v celé obci 4355 obyvatel.